# NGC 6027d
NGC 6027d est une galaxie spirale située dans la constellation du Serpent à environ 1,2 milliard d'années-lumière (360 Mpc) de la Voie lactée. Elle se trouve en arrière-plan de quatre galaxies en interaction six fois plus proches de nous, l'ensemble constituant le Sextette de Seyfert.

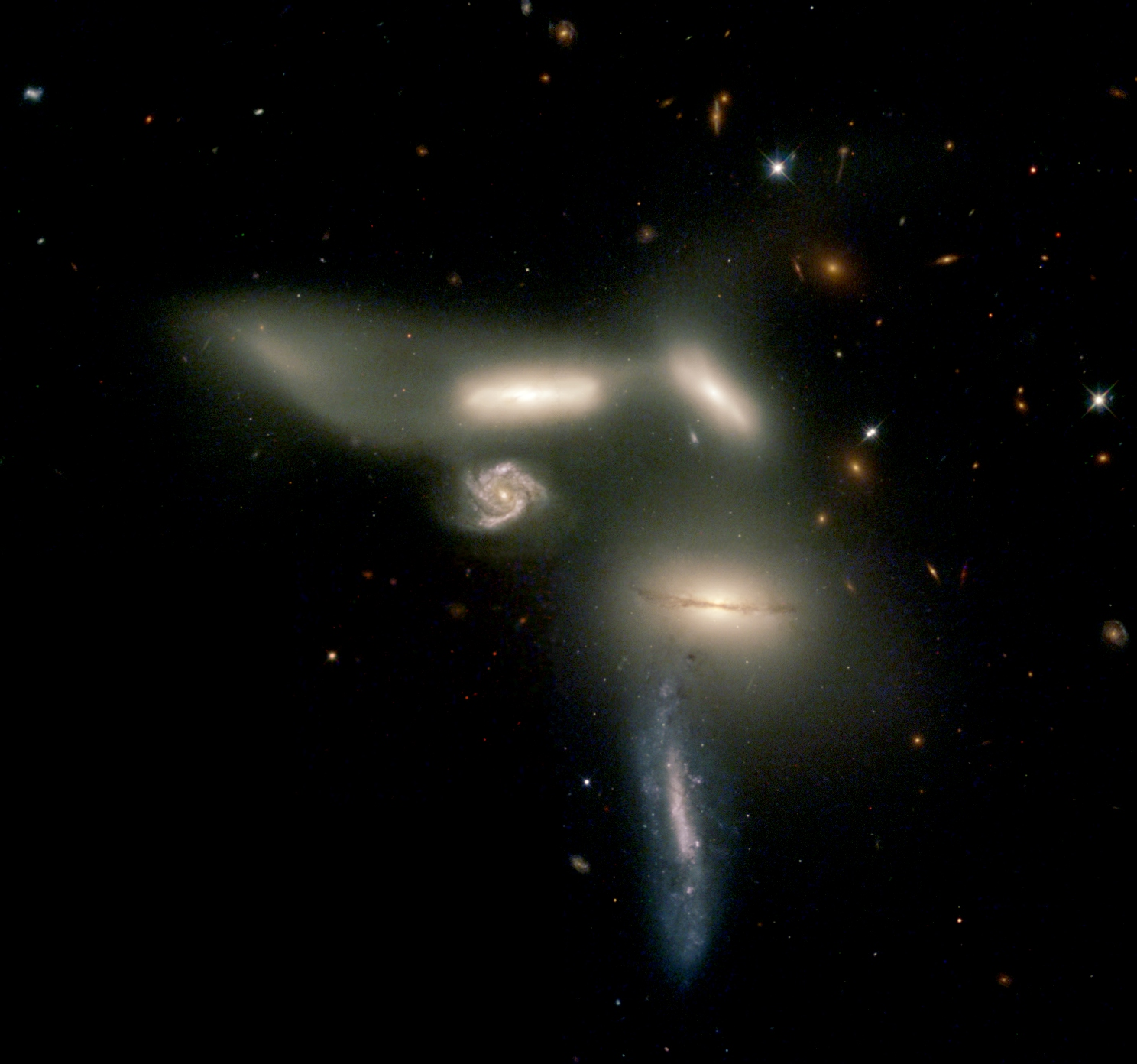
Le Sextette de Seyfert vu par le télescope spatial Hubble.